# Баракпайський сільський округ
Баракпа́йський сільський округ (каз. Барақпай ауылдық округі, рос. Баракпайский сельский округ) — адміністративна одиниця у складі Сандиктауського району Акмолинської області Казахстану. Адміністративний центр — село Баракпай.
Населення — 334 особи (2021; 780 у 2009, 1526 у 1999, 2567 у 1989).
Станом на 1989 рік існували Баракпайська сільська рада (села Баракпай, Чашке) та Хлібна сільська рада (села Ащили, Баранколь, Хлібне, селище Баранколь). 2000 року ліквідовано селище Баракколь. Село Ащили було ліквідоване 2009 року. 2012 року до складу округу включена територія ліквідованого Хлібного сільського округу.

## Склад
До складу округу входять такі населені пункти:
| Населений пункт             | Колишні назви | Населення, осіб (1989) | Населення, осіб (1999) | Населення, осіб (2009) | Населення, осіб (2021) |
| --------------------------- | ------------- | ---------------------- | ---------------------- | ---------------------- | ---------------------- |
| Баракпай, село              | -             | 871                    | 497                    | 354                    | 240                    |
| Баранколь, село             | -             | 165                    | -                      | -                      | -                      |
| Баракколь, станційне селище | Баранколь     | 38                     | 0                      | -                      | -                      |
| Хлібне, село                | -             | 923                    | 695                    | 228                    | 55                     |
| --Ащили, село               | -             | 183                    | 76                     | 17                     | 3                      |
| Чашке, село                 | -             | 387                    | 258                    | 181                    | 36                     |